# Комарани (средњи век)
Комарани (лат. Comarani,Comarane) је било средњовековно насеље у Полимљу и караванска станица на Дринском (Језерском) путу, која се једно време налазила на граници између Србије у Босне. Налазили су се на левој обали Лима, северно од данашњег Бродарева, а у близини и данас постоји истоимени заселак. Робу до Комарана су најчешће преносили Власи поносници из катуна Малешевци, а она је ту или продавана или је препакивана и слата даље, ка унутрашњости Србије и Балканског полуострва.
Као део области Бранковића, у Комаранима се налазио њихов властелин Прибил Кућинић, код кога су долазили каравани из Дубровника, између 1392. и 1406. године. На значају су нарочито добили од треће деценије XV века и често се јављају у дубровачким документима, између 1421. и 1436. године. После пада Српске деспотовине, средином XV века, Комарани се помињу у попису Скадарског санџака из 1485. године, као једна од нахија.